# 区希范反宋
区希範反宋或称区希範起义，是北宋时在思恩县（今广西环江）区希範起兵而引发的民变。

## 經過
景祐五年（1038年），环州思恩青年区希範与其叔父区正辞响应宋廷招募，跟随宋军征讨安化州叛乱的蛮夷部落。区希範认为自己有功，于是击登闻鼓求录用，宜州（今广西宜山）知州冯伸己拒绝其应募的要求，还以妄言罪将其编管全州（宋时辖境相当今广西全州、灌阳、资源等县）。庆历四年（1044年），区希範归逃思恩，率领其族人和贵州荔波洞蛮夷一同反叛宋朝，计划建立所谓“大唐国”。叛军推举荔波白崖山酋长蒙赶为帝，区正辞为奉天开基建国桂王，区希範为神武定国令公、桂州牧，区丕绩为宰相。当年正月十三日，区希範率500多名叛军攻破环州，建立了“武成军”，又乘势接连攻下带溪寨、镇宁州以及普义寨，叛军扩充至1500多人。四月，宋仁宗以张纪为广西安抚使前往镇压。张纪悬赏获区希範者，并且不断派人劝降，均未得逞，因此宋军不断向环州方向集结。庆历五年（1045年）正月初四，蒙赶率兵600余名赴环州以求和宋军谈判，遭到张纪设计诱杀。正月初七，宋军进攻荔波洞，叛军难以抵抗，区希範和部属242人于古绾寨被宋军俘虏。区希范等人于十三日被宋军押往环州，不日又被押往宜州并于二十九日全部处决。